# Musi (Sprache)
Musi oder Palembang oder Sekayu ist eine in und um Palembang auf Sumatra gesprochene Sprache. Sie gehört zu den Malayo-Sumbawa-Sprachen der malayo-polynesischen Sprachen innerhalb der austronesischen Sprachen.